# الدين في الأرجنتين
الدين في الأرجنتين (2019)
تُعد المسيحية الديانة الأكثر انتشارًا في الأرجنتين، وتحتل الكاثوليكية الرومانية مكانة بارزة باعتبارها أكبر طوائفها. يعود هذا الانتشار إلى التأثير الإسباني الذي صاحب اكتشاف الأراضي الجديدة وغزوها. ومع مرور الزمن، شهدت الأرجنتين تزايدًا ملحوظًا في الانتماء إلى الكنائس البروتستانتية، مع إسهام الهجرة خلال القرن العشرين إدخال ديانات أخرى من مناطق متنوعة حول العالم إلى البلاد.
الأرجنتين دولة علمانية، حيث يكفل دستورها حرية الدين للجميع. تُعتبر مناسبات دينية مثل يوم الجمعة العظيمة وعيد الميلاد عطلات وطنية معترف بها على مستوى البلاد.

## المسيحية

### الرومانية الكاثوليكية
في عام 2020، تفاوتت التقديرات المتعلقة بنسبة الكاثوليك الرومان في الأرجنتين، حيث قُدرت النسبة الأدنى بنحو 62.9% من إجمالي السكان، بينما ارتفعت بعض التقديرات إلى 92.12% كحد أقصى. وفقًا لكتاب حقائق وكالة الاستخبارات المركزية (CIA)، فإن 92% من سكان الأرجنتين يُصنفون ككاثوليك، ومع ذلك يوضح الكتاب أن أقل من 20% منهم يلتزمون بممارسة شعائرهم الدينية بانتظام.
تعد الكاثوليكية الرومانية جزءًا لا يتجزأ من المجتمع والثقافة والسياسة في الأرجنتين. إن دور الكنيسة في تشكيل الهوية الوطنية للأرجنتين يمتد عبر الطيف الأيديولوجي، حيث تمكن الأرجنتينيون دائمًا، رغم الانقسامات السياسية والاجتماعية، من إيجاد دعم معين داخل الكنيسة. وطدت الكنيسة نفوذها على الأراضي الأرجنتينية خلال الحقبة الاستعمارية الإسبانية، التي استمرت من القرن السادس عشر إلى أوائل القرن التاسع عشر. وفيما يتعلق بالسياسة، دعمت الكنيسة في بعض الأحيان سياسات خوان بيرون، وفي أوقات أخرى عارضتها، كما دعمت أو عارضت التكتيكات العنيفة خلال الحرب القذرة.
على الرغم من أن الكاثوليكية الرومانية ليست الدين الرسمي للدولة، والدستور يضمن حرية الدين، فإن ممثلي الكنيسة الكاثوليكية يشاركون في العديد من المناسبات الرسمية للدولة. وفي الوقت الحالي، تتجلى الاختلافات بين الكنيسة والدولة في قضايا مثل وسائل منع الحمل والسياسات الاقتصادية، بالإضافة إلى الدور المثير للجدل للكنيسة خلال الحرب القذرة.
قد يُنظر إلى الممارسات الكاثوليكية في الأرجنتين، وخاصة في المناطق التي يسكنها السكان الأصليون، على أنها تشمل درجة كبيرة من التوفيق بين الأديان. على سبيل المثال، تتميز المهرجانات الدينية في المقاطعات الشمالية الغربية بأيقونات كاثوليكية تتداخل مع أو توجد جنبًا إلى جنب مع الطقوس القديمة لسكان الأنديز الأصليين. ولا تزال عبادة باتشاماما تمارس بشكل واسع في مناطق مثل سالتا وخوخوي، إلى جانب المعتقدات الكاثوليكية، دون معارضة تذكر من الأساقفة الكاثوليك.
تنقسم الكنيسة الكاثوليكية في الأرجنتين إلى أبرشيات وأبرشيات كبرى، مثل أبرشية بوينس آيرس الكبرى التي تُعد من الأهم نظرًا لحجمها وأهميتها التاريخية كعاصمة الأمة. وتحتوي كاتدرائية بوينس آيرس الكبرى، مقر رئيس الأساقفة، على ضريح يضم رفات الجنرال خوسيه دي سان مارتين.
توجد تسع جامعات كاثوليكية في الأرجنتين، من بينها الجامعة البابوية الكاثوليكية في بوينس آيرس، وجامعة السلفادور في بوينس آيرس، والجامعة الكاثوليكية في كوردوبا، إلى جانب جامعات أخرى في لابلاتا، سالتا، سانتا في، كيويو، وسانتياغو ديل استيرو. وتدير الرهبانيات الدينية العديد من المدارس الابتدائية والثانوية في مختلف أنحاء البلاد، سواء كانت هذه المدارس ممولة من الحكومة أو لا.
في حدث تاريخي، انتُخب الكاردينال ورئيس أساقفة بوينس آيرس خورخي بيرغوليو ليصبح البابا فرانسيس في 13 مارس 2013، ليكون أول بابا من الأرجنتين.

### طوائف مسيحية أخرى
تعززت البروتستانتية في الأرجنتين بشكل ملحوظ منذ ثمانينيات القرن العشرين. في أمريكا اللاتينية، يُشار إلى معظم البروتستانت باسم «إيفانجيليكو» (الإنجيليون). وفقًا لاستطلاع أجري في عام 2008، كان حوالي 9% من إجمالي السكان ينتمون إلى البروتستانتية، وكانت الغالبية العظمى منهم، بنسبة 7.9% من إجمالي السكان، من أتباع الكنائس الخمسينية. وعلى الرغم من أن الخمسينية جذبت في بدايتها معظم أفراد الطبقة الدنيا، فقد أصبحت تحظى بجاذبية متزايدة لدى الطبقة الوسطى الحضرية. ونتيجة لذلك، طورت تجمعات الطبقة الوسطى نمطًا مميزًا من الخمسينية، أكثر توافقًا مع المجتمع الحديث.
إلى جانب ذلك، شكّل شهود يهوه حوالي 1.2% من السكان، بينما شكّلت كنيسة يسوع المسيح لقديسي الأيام الأخيرة حوالي 0.9%. وكشفت هذه الدراسة أيضًا أن البروتستانت كانوا الفئة الوحيدة التي يحضر أغلب أفرادها الخدمات الدينية بانتظام. وفي استطلاع آخر أجري عام 2013، تبين أن 15% من السكان أصبحوا بروتستانت، حيث بلغت نسبة الخمسينيين 9%، بينما رفض 4% تحديد طائفتهم البروتستانتية، و2% انتموا إلى الطوائف البروتستانتية التقليدية.
تدّعي كنيسة يسوع المسيح لقديسي الأيام الأخيرة أن عدد أعضائها يتجاوز 474,000 شخص، ولديها معبدين و726 جماعة دينية موزعة في مختلف أنحاء الأرجنتين.
وصل أول المستوطنين الفالديين من إيطاليا إلى أمريكا الجنوبية في عام 1856، واليوم تمتلك الكنيسة الفالدية في نهر لابلاتا، التي تشكل اتحادًا مع الكنيسة الإنجيلية الفالدية، حوالي 40 جماعة و15,000 عضو موزعين بين الأرجنتين والأوروغواي.
أما الكنيسة الكاثوليكية الرسولية الأرجنتينية، فهي حركة نشأت عن الكنيسة الكاثوليكية الرسولية البرازيلية التي أسسها الأسقف الكاثوليكي الروماني السابق كارلوس دوارتي كوستا في عام 1945 بعد أن تم حرمانه كنسيًا. تأسست الكنيسة الكاثوليكية الرسولية الأرجنتينية، بحسب مصادر مختلفة، في عام 1970 أو 1971 في بوينس آيرس على يد رئيس أساقفتها الأول ليوناردو موريسيو دومينغيز.
تمثل كنيسة المخروط الجنوبي الأنجليكانية لأمريكا الكنيسة الأنجليكانية في الأرجنتين.
في دراسة أجريت عام 2015، تم تقدير وجود حوالي 2200 مؤمن مسيحي من خلفية مسلمة في الأرجنتين، حيث ينتمي معظمهم إلى أشكال من البروتستانتية.
تتواجد المسيحية الأرثوذكسية في الأرجنتين من خلال عدد من الكنائس الأرثوذكسية، مثل الكنيسة الأنطاكية، القسطنطينية، الروسية، الصربية، الرومانية، واليونانية.

## الإسلام
تضم الأرجنتين أكبر أقلية مسلمة في أمريكا اللاتينية. رغم أن التعداد الوطني لا يشمل أسئلة حول الانتماء الديني، مما يجعل من الصعب الحصول على إحصاءات دقيقة، يُقدر حجم المجتمع المسلم في الأرجنتين بحوالي 1% من إجمالي السكان. في عام 2000، أشارت التقديرات إلى وجود حوالي 400,000 مسلم في البلاد.
خلال القرن العشرين، شهدت الأرجنتين تدفقًا كبيرًا للمهاجرين من الإمبراطورية العثمانية، وكان أغلبهم عربًا من سوريا ولبنان. في الأرجنتين، يُطلق على هؤلاء المهاجرين عمومًا اسم «تُرك» (Turcos) نظرًا لأن لبنان وسوريا كانتا تحت الحكم العثماني التركي عندما وصل معظمهم. يُقدر اليوم أن هناك حوالي 3.5 مليون أرجنتيني من أصول عربية. ورغم أن أغلبية هؤلاء المهاجرين كانوا من المسيحيين العرب، إلا أن بعضهم كان من اليهود المزراحيين والسفارديم. وعلى الرغم من عدم توفر إحصاءات دقيقة، يُعتقد أن أقل من ربع هؤلاء المهاجرين العرب كانوا من المسلمين. وبالنسبة لأحفاد اليهود المزراحيين والسفارديم، فإنهم يميلون اليوم إلى التعريف بأنفسهم على أنهم يهود فقط بدلًا من يهود عرب.
تم الانتهاء من بناء مركز الملك فهد الثقافي الإسلامي، الذي يُعد أكبر مسجد في أمريكا الجنوبية، في عام 1996 بدعم من خادم الحرمين الشريفين. يمتد المركز على قطعة أرض مساحتها 20,000 متر مربع، بينما تبلغ المساحة الإجمالية للأرض الممنوحة من قبل الحكومة الأرجنتينية 34,000 متر مربع، تبرع بها الرئيس الأرجنتيني كارلوس منعم بعد زيارته للسعودية في عام 1992. بلغت تكلفة المشروع حوالي 30 مليون دولار أمريكي، ويضم مسجدًا، مكتبة، مدرستين، وحديقة، ويقع في منطقة باليرمو، وهي منطقة متوسطة الدخل في بوينس آيرس.
تُعد المنظمة الإسلامية لأمريكا اللاتينية (IOLA)، التي يقع مقرها الرئيسي في الأرجنتين، من أكثر المنظمات الإسلامية نشاطًا في أمريكا اللاتينية. تعمل على تعزيز المشاريع المتعلقة بالإسلام من خلال تنظيم فعاليات تهدف إلى توحيد المسلمين المقيمين في أمريكا اللاتينية، بالإضافة إلى نشر الإسلام وتعاليمه.